# Marsac-en-Livradois
Marsac-en-Livradois é uma comuna francesa na região administrativa de Auvérnia-Ródano-Alpes, no departamento Puy-de-Dôme. Estende-se por uma área de 48,29 km². Em 2010 a comuna tinha 1 505 habitantes (densidade: 31,2 hab./km²).